# Gehyra kimberleyi
Gehyra kimberleyi là một loài thằn lằn trong họ Gekkonidae. Loài này được Börner & Schüttler mô tả khoa học đầu tiên năm 1982.